# Сао Пауло
Сао Пауло (порт. São Paulo - Свети Павле) је главни град истоимене бразилске државе. Удаљен је око 400 km од Рио де Жанеира, а 1.030 km од главног града Бразилије.
Површина градске зоне је 1.523 km² на којој се налази приближно 11 милиона становника, што га чини највећим и најнасељенијим градом на јужној хемисфери.. Процена (из 2005. године) је да 21 милион људи живи у ширем подручју града, по чему је Сао Пауло на петом месту листе највећих метропола на свету.
Становници Сао Паула се на португалском зову паулистанос (порт. paulistanos), док се израз паулиста користи за све становнике из државе Сао Пауло укључујући и паулистаносе.

## Географија

### Географски положај
Сао Пауло се налази на платоу који је део Сера до Мар (португалски за „планински ланац мора”). Сера до Мар је део ширег подручја Бразилских висоравни с просечном надморском висином од 800 m и с удаљеношћу од 70 km од Атлантског океана. Град са океаном повезују два ауто-пута преко планинског ланца и воде до лучког града Сантоса и туристичког места Гваружа.
Урбанизованим подручјем Сао Паула доминира брежуљкасти терен, а северно према планинском венцу Сера да Кантареира повећава се надморска висина, па се овде могу видети остаци атлантске прашуме. Подручје града је тектонски врло стабилно, па овде никад нису забележене веће сеизмичке активности.
Река Тиете је некад била извор слатке воде за град, али је у другој половини 20. века веома загађена изливањем канализације и отпадних вода из индустрије, као и њена притока Пињеирос. Река Тиете је пловна низводно од града и део је естуара Ла Плата.
Изворна флора се састоји већином од широколисних зимзелених биљака. Данас је врло уобичајено разно растиње, које врло успешно расте захваљујући благој клими и честим кишама. То омогућава раст разним биљкама из тропских, суптропских и умерених крајева, а најприсутнији је еукалиптус.

### Геологија
Источна висораван у којој се налази Сао Пауло протеже се од јужне Баије преко држава Минас Жераис, Еспирито Санто и Сао Пауло до северног дела савезне државе Паране. Велике висинске разлике и разноликост рељефа приказују се разноликошћу материјала у тлу. Одмах испод површине старих бразилских планина могу се наћи шкриљац, интрузивне стене и кварц.

### Клима
Према Кепеновој класификацији климе Сао Пауло има влажну суптропску климу. Температуре ретко досежу 30 °C у лети, док је зими мраз врло редак. Највиша забележена температура је 35.3 °C, 15. новембра 1985, а најнижа -2.1 °C, 2. августа 1995. Обе ове температуре забележене су на метеоролошкој станици Миранте де Сантана у северној зони. У брдима око града (Орто Флорестал), 2. августа 1955, неслужбено је забележена температура од -3.9 °C. Налети снега службено су забележени само једном, и то 25. јуна 1918. Киша је врло обилна, поготово током топлијих месеци, али је ретка између јуна и августа. Ни Сао Пауло нити оближњу обалу никад нису погодили урагани као ни торнада.
| Клима (Сао Пауло)           | Клима (Сао Пауло) | Клима (Сао Пауло) | Клима (Сао Пауло) | Клима (Сао Пауло) | Клима (Сао Пауло) | Клима (Сао Пауло) | Клима (Сао Пауло) | Клима (Сао Пауло) | Клима (Сао Пауло) | Клима (Сао Пауло) | Клима (Сао Пауло) | Клима (Сао Пауло) | Клима (Сао Пауло) |
| Показатељ \ Месец           | .Јан.             | .Феб.             | .Мар.             | .Апр.             | .Мај.             | .Јун.             | .Јул.             | .Авг.             | .Сеп.             | .Окт.             | .Нов.             | .Дец.             | .Год.             |
| --------------------------- | ----------------- | ----------------- | ----------------- | ----------------- | ----------------- | ----------------- | ----------------- | ----------------- | ----------------- | ----------------- | ----------------- | ----------------- | ----------------- |
| Апсолутни максимум, °C (°F) | 31 (88)           | 35 (95)           | 30 (86)           | 30 (86)           | 28 (82)           | 27 (81)           | 27 (81)           | 32 (90)           | 33 (91)           | 33 (91)           | 34 (93)           | 32 (90)           | 35 (95)           |
| Средњи максимум, °C (°F)    | 27,4 (81,3)       | 28 (82)           | 27,3 (81,1)       | 25,1 (77,2)       | 23 (73)           | 22,8 (73)         | 22,8 (73)         | 23,3 (73,9)       | 23,9 (75)         | 24,8 (76,6)       | 25,9 (78,6)       | 26,3 (79,3)       | 24,5 (76,1)       |
| Просек, °C (°F)             | 22,2 (72)         | 22,4 (72,3)       | 21,7 (71,1)       | 19,8 (67,6)       | 17,4 (63,3)       | 16,3 (61,3)       | 15,8 (60,4)       | 17,1 (62,8)       | 17,9 (64,2)       | 19 (66)           | 20,2 (68,4)       | 21,2 (70,2)       | 18,5 (65,3)       |
| Средњи минимум, °C (°F)     | 18,7 (65,7)       | 18,8 (65,8)       | 18,2 (64,8)       | 16,3 (61,3)       | 13,9 (57)         | 12,3 (54,1)       | 11,7 (53,1)       | 12,8 (55)         | 13,9 (57)         | 15,3 (59,5)       | 16,5 (61,7)       | 17,8 (64)         | 14,5 (58,1)       |
| Апсолутни минимум, °C (°F)  | 10 (50)           | 11 (52)           | 9 (48)            | 8 (46)            | 1 (34)            | −1 (30)           | −3 (27)           | −2 (28)           | 1 (34)            | 5 (41)            | 9 (48)            | 12 (54)           | −3 (27)           |
| Количина падавина, mm (in)  | 290 (114,2)       | 272 (107,1)       | 190 (74,8)        | 88 (34,6)         | 72 (28,3)         | 70 (27,6)         | 57 (22,4)         | 47 (18,5)         | 78 (30,7)         | 140 (55,1)        | 120 (47,2)        | 190 (74,8)        | 1,454 (572,4)     |
| [ тражи се извор ]          |                   |                   |                   |                   |                   |                   |                   |                   |                   |                   |                   |                   |                   |

## Историја
Село Сао Пауло дос Кампос де Пиратининга основали су језуитски мисионари Мануел да Набрега и Хозе де Анчијета 25. јануара 1554. године. Они су основали и језуитску мисију Колежио де Сао Пауло де Пиратининга између река Ањангабау и Тамандватеи. Сврха ове установе је била покрштавање локалног Тупи-Гварани становништва. Село се налазило иза узвишења Сера до Мар у близини Сантоса и реке Тиете, те је тиме било на путу између југоисточне обале и пространог и богатог платоа на западу, који је касније постао држава Сао Пауло. Село је добило име по Павлу из Тарза, јер Католичка црква 25. јануара слави његово преобраћење. Године 1560. главни гувернер Мем де Са, захтевао је од становништва села Санто Андре да Борда до Кампо пресељење у подручје мисије, чиме је Сао Пауло службено постао село. Сао Пауло остао је идућа два века изоловано село у средишту колоније којег је одржавала пољопривреда.
У 17. веку јављају се у овом подручју бандеирантеси, тј. истраживачи који су истраживали нова подручја, те ловили Индијанце и тражили злато и дијаманте. Они се сматрају заслужнима за територијално проширење Бразила и за откривање много рудника племенитих метала и драгог камења. Откриће злата у подручју Минас Жераиса, привукло је пажњу португалског краља према Сао Паулу, који је 1711. године постао град. Крајем 18. века злато је исцрпљено, а започела је трговина шећером која се ширила из унутрашњости провинције кроз град према луци у Сантосу.
Стицањем независности Бразила, Сао Пауло је добио статус царског града (порт. Imperial Cidade), који је доделио цар Педро I, 1823. године. Године 1827. године, у Манастиру светог Фрање, основана је правна школа (претеча данашњег правног факултета у Сао Паолу), и она представља прву академску институцију у Бразилу. Школа је основана због све веће потребе за правницима и политичарима који су до тада ишли на школовање у Европу. Академска функција града привукла је бројне нове студенте и професоре у град, те је због тога и због растуће производње кафе у регијама Кампињас, Рио Кларо, Сао Карлос и Рибеирао Прето, град добио назив Империјал Сидаде е Бурго дос Естудантес де Сао Пауло де Пиратининга (порт. Imperial Cidade e Burgo dos Estudantes de Sao Paulo de Piratininga). Од средине до краја овог века траје раздобље усељавања великог броја имиграната, већином Италијана, који су већином радили на плантажама кафе. Током овог периода долази до развоја индустрије.
Средином 19. века, град се почиње убрзано развијати захваљујући железници која је повезала унутрашњост државе Сао Пауло с луком у Сантосу. Лакоћа извоза кафе омогућила је велики економски раст и града и државе. До највећег економског развоја града долази након пада Другог краљевства, када долази до највећег раста становништва, чему је помогла и политика кафе-ком-леите (кафа с млеком).
Врхунац раздобља доминације кафе представља изградња друге железничке станице Естасао да Луз (данашња зграда) крајем 19. века. У овом раздобљу, финансијско средиште града је премештено из историјског средишта града (подручје познато као историјски троугао) више ка западу. Подручје долине реке Ањангабау постаје ново средиште града. Градоначелници Жоао Теодоро и Антонио Прадо значајно су допринели развоју Сао Паула, па је током њиховог управљања направљена велика обнова града. Индустријским развој града у 20. веку утицао је на повећање градског урбанизованог подручја. Због ситуације у индустрији за време Другог светског рата, која је узрокована кризом индустрије кафе и забранама у међународној трговини, дошло је великог повећања пореза.
Данас је због великог индустријског развоја у осталим деловима Бразила, Сао Пауло напустио своју индустријску улогу и окренуо се према трговини, технологији и услугама, у чему се сматра најважнијом метрополом у Латинској Америци.

## Политика
У бразилској политици, место градоначелника Сао Паула увек је имало велику улогу. Између 1989. и 2004. градску политику одређивале су две странке, то су социјалистичка Радничка партија (порт. Partido dos Trabalhadores) и десничарска Напредна партија (порт. Partido Progressista) .

### Политичка подела
Град Сао Пауло дели се на 31 градску четврт, тј. подпрефектуре. То су:
| - Арикандува - Бутанта - Вила Марија - Вила Маријана - Вила Пруденте - Гвајаназес - Ермелино Матарацо - Жабаквара - Жасана - Ипиранга - Итаим Паулиста - Итакера - Каза Верде - Кампо Лимпо - Капела до Сокоро - Лапа - М'Бои Мирим - Мока - Парељеирос - Пења - Перус - Пињеирос - Пиритуба - Сантана - Санто Амаро - Сао Матеус - Сао Мигел - Се - Сидаде Адемар - Сидаде Тирадентес - Фрегвезија до О |

Ове подпрефектуре деле се на округе. Свака подпрефектура има већином два или три округа, док подпрефектуре Се, Бутанта, Лапа, Пења и Мока имају по једанаест округа. Подпрефектуре службено су груписане у девет регија (или зона), узимајући у обзир њихов географски положај и историјат. Ипак, у неким агенцијама и институцијама (телефонске компаније, изборне зоне) користи се другачија подела од службене.
Ове регије су:
- Центар - средишња подпрефектура, унутар ове зоне налази се само подпрефектура Се
- Североисток - стамбена зона за средњу класу, близу града Гваруљоса.
- Северозапад - сиромашно подручје, овде пролази железница и пут за Кампинас и друге градове у држави.
- Запад - универзитетска и културна зона. У овој регији налази се Авенија Паулиста и друге луксузне четврти.
- Центар-Југ - зона с највећим дохотком по становнику у граду. Овде се налазе велики број средишта међународних компанија.
- Југоисток - бивша индустријска зона, данас је насељавају „новопечени” богаташи. Ту су смештене неке историјски важне четврти као што су Ипиранга и Мока.
- Исток 1 - ово је зона у развоју коју насељавају радници, те људи с мањим примањима.
- Југ и Исток 2 - најсиромашније подручје града, где већина људи живи у фавелама, те подручје са високом стопом криминала.

У ширем подручју града (Гранде Сао Пауло) живи око 19 милиона становника. Ово подручје које гравитира Сао Полу укључује 39 општина.

## Привреда
Сао Пауло је једно од најважнијих финансијских средишта у Латинској Америци. У граду се налазе седишта великог броја немачких предузећа, те је ово град с највећим бројем немачких предузећа изван Немачке. Укупни БДП у Сао Паулу је у 2006. години износио око 260 милијарди долара.
У Сао Паулу је смештена берза БМ&Ф Бовеспа (порт. BM&F Bovespa), која је највећа у Латинској Америци. Пословно средиште града је околина авеније Паулиста у старом средишту града (Сентро Вељо). Друга важна пословна подручја су у четвртима Пињеирос и Санто Амаро, те у авенији Фариа Лима.
У граду се одржава велики број сајмова и осталих привредних манифестација, који привлаче разне посетиоце из Бразила и из иностранства. Нека од важнијих догађања у граду су:
- Међународни сајам ципела и спортске опреме -
- Међународни сајам текстилне индустрије -
- Међународни грађевински сајам
- Међународни модни сајам -
- Међународни козметички сајам -
- Међународни стамбени сајам -
- Међународни аутомобилски сајам -
- Међународни сајам књига -

У задњој деценији привреда се са индустријског сектора окренула услужном и IT сектору. Тако су стару индустрију заменила услужна предузећа, посебно у области забаве, грађевинарства и туризма, а отворени је и велики број трговачких центара.

### Саобраћај
Сао Пауло је важно ваздушно, железничко и путно седиште. Град има два велика аеродрома, међународни Сао Пауло – Гваруљос (порт. Aeroporto Internacional de São Paulo/Guarulhos – Governador André Franco Montoro) и Конгоњас (порт. Aeroporto de São Paulo/Congonhas) који служи за летове унутар Бразила.
Сао Пауло је град с највећим бројем хеликоптера по становнику на свету. По хеликоптерском превозу је у рангу Њујорка и Токија. Корисници су већином градска елита која овим начином избегава криминал и гужве на градским путевима. У граду се налази око 200 хелиодрома.
Град је добио железницу 1. јануара 1867. Пруга Сантос–Жундиај и данас постоји, те премошћује тада тешко пролазне реке и брда, те спаја град са обалом.
Два ауто-пута (vias expressas) пресецају град и повезују га с другим бразилским државама, то су Маргинал Тиете и Маргинал Пињеирос. У град је могуће ући и другим путевима, од којих су најважнији:
- Родовија Президенте Дутра
- Родовија Ферн о Диас
- Родовија Аиртон Сена
- Родовија дос Имигрантес
- Родовија Аншијета
- Родовија Анхангера
- Родовија дос Бандеирантес
- Родовија Кастело Бранко
- Родовија Рапозо Таварес
- Родовија Режис Битенкурт
- Родоанел Марио Ковас

### Јавни превоз
Главнину јавног превоза у Сао Паолу чине аутобуси и подземна железница. Метро системом града управља држава Сао Пауло, док аутобуским превозом, који обављају бројни превозници, управља јавно градско предуће CPTM.

#### Метро
Метрополитано де Сао Пауло или само Метро је систем јавног превоза железницом у граду, и најстарији је у Бразилу. Релативно је мали у поређењу са сличним таквим системима у већим градовима широм света. Чини га 61,3 km железница, од којих су 34,6 km у потпуности испод земље. Састоји се од четири линије, те 57 ћелија (33 испод земље). Систем је повезан са 261,7 km CPTM (Companhia de Trens Metropolitanos) којим се одвија саобраћај у ширем подручју Сао Паула. CPTM-ом и метроом недељно се превезе око 3,5 милиона путника. Тренутно је у изградњи проширење метро система.
| Линија   | Смер                             | Отворено  | Дужина | Ћелије |
| -------- | -------------------------------- | --------- | ------ | ------ |
| Линија 1 | Жабаквара ↔ Тукуруви             | 1968.     | 20,2 km  | 23     |
| Линија 2 | Алто до Ипиранга ↔ Вила Мадалена | 1991.     | 10,7 km  | 11     |
| Линија 3 | Коринтијанс-Итакера ↔ Бара Фунда | 1979.     | 22 km    | 18     |
| Линија 4 | Луз ↔ Вила Сонија                | око 2010. | 12,8 km  | 11     |
| Линија 5 | Капао Редондо ↔ Ларго Трезе      | 2002.     | 8,4 km   | 6      |

#### Аутобуси
Градом доминира аутобуски превоз са око 17.000 аутобуса за које је карактеристично да су обојени у складу са облашћу у којој саобраћају, нпр. светлозеленом бојом су обојени аутобуси у подручју центар-југозапад, тамноплавом у северном подручју итд.
Због брзог раста града, већина саобраћајница није плански направљена што данас резултује великим застојима на путевима. Како би се решио овај проблем у фази изградње је кружни систем путева око града, тј. заобилазница названа Родоанел Марио Ковас, којом би углавном требало да саобраћају аутобуси и камиони који само пролазе кроз град.

## Становништво
| 1991.     | 2000.      | 2010.      |
| --------- | ---------- | ---------- |
| 9.626.894 | 10.405.867 | 11.253.503 |

На основу података Бразилског института за географију и статистику порт. Instituto Brasileiro de Geografia e Estatística, становништво Сао Паула чине: белци (69,9%), мелези које Бразилици зову пардо (24,0%), црнци (4,0%), азијати, у Бразилу познати као амарело (2,0%), те домороци, тј. индиоси (0,1%).

### Етничка структура становништва
Сао Пауло је град са највећим бројем етничких заједница у Бразилу, те један од културно најразноврснијих градова у свету. Од 1870. године, око 2,3 милиона усељеника се доселило у ову државу из свих крајева света.

#### Европљани
Италијанска заједница је највећа у граду и присутна је у свим његовим деловима. Од око 10 милиона становника Сао Паула, 55% (5,5 милиона) потомци су Италијана. Италијани су у почетку били груписани у етничке четврти као Бишига и Мока у којима се и данас види италијански утицај. Почетком 20. века, у граду се више користио италијански од португалског језика, те су италијански дијалекти веома допринели обликовању данашњег дијалекта Сао Паула тзв. dialeto paulistano. Осим Италијана, у Сао Паулу су у већем броју присутни и потомци португалских (око 3.000.000), шпанских (око 2.000.000) и немачких (око 1.000.000) усељеника.
У Сао Паулу живи од 60.000 до 130.000 Јевреја. Они у највећем броју живе у Игијенополису и у Бом Ретиру.
Од других народа са ширег подручја Европе бројнији су Јермени, Литванци, Грци и Пољаци.

#### Арапи
У граду живи већи број становника арапског порекла, већином либанског и сиријског. Највећи број њих се доселило у периоду од 1900. до 1930. Посебно је значајна либанска заједница, која броји око 850.000 припадника и представља највећу либанску заједницу изван Либана.

#### Азијати
Сао Пауло је град с највећом азијатском (амарелос тј. „жути”) заједницом у Бразилу. Око 200.000 људи или 2,1% становништва је пореклом са Далеког истока. Јапанска заједница у граду је највећа изван Јапана. Јапански усељеници су почели да долазе 1908. године, њихова масовна имиграција трајала је све до 1950-их. Највећа концентрација Азијата је у градској четврти Либердаде. У овој четврти натписи су на јапанском, а трговине су типичног јапанског изгледа, те је језик који се говори на улицама и у домовима такође јапански, али у школи и на послу уче и говоре португалски.
Такође је доста бројна и корејска заједница у граду. Око 60 хиљада становника је корејског порекла, а већином се налазе у Бом Ретиру. Кинези већином живе у четврти Камбуци.

#### Црнци
Град је већ у 19. веку имао значајну црначку популацију, али њихов број је знатније почео расти у другој половини 20. века досељавањем из других бразилских држава, посебно из приобалног подручја Баије. Сматра се да у граду живи око 1.500.000 људи афричког порекла.

#### Нордестинос
„Нордестинос” је назив за досељенике из Североисточне бразилске регије. Падом досељавања Европљана и Азијата у 1930-им, почело је досељавање из других бразилских држава у Сао Пауло. Највећи број ових досељеника су из држава: Пернамбуко, Параиба, Алагоас, Баија и северног дела Минас Жераиса. Због великог раста становништва, те смањења могућности за све, данас се бележи супротан ефект овоме, тј. становништво се почело враћати у места одакле су дошли.

### Језици
Као и у остатку Бразила, португалски је доминантан језик којим се користи већина становништва. Ипак, користе се и неки други језици као што су: немачки, јапански, арапски, шпански, кинески и корејски којим се служи још прва или друга генерација досељеника. Италијански, те поготово његови јужни дијалекти су некад били врло раширени, док данас већина Бразилаца италијанског порекла слабо говори језик својих предака. Ипак, италијански је остави снажан траг на градском дијалекту.

### Развој становништва
Ови подаци представљају број становника у одређеном раздобљу. До 1929. наведене су процене, а од 1940. до 2000. оквирни подаци пописа становништва. Подаци за 2006. годину су процене Бразилског института за статистику и географију.
| Година | Становништво |
| ------ | ------------ |
| 1554.  | 100          |
| 1776.  | 2.026        |
| 1790.  | 8.000        |
| 1817.  | 23.760       |
| 1840.  | 12.000       |
| 1856.  | 15.000       |
| 1866.  | 20.000       |
| 1872.  | 31.385       |
| 1884.  | 40.000       |
| 1890.  | 64.900       |
| 1900.  | 239.800      |
| 1911.  | 346.000      |

| Година/Датум       | Становништво |
| ------------------ | ------------ |
| 1920.              | 579.033      |
| 1929.              | 880.000      |
| 1934.              | 1.060.120    |
| 1. септембра 1940. | 1.326.261    |
| 5. септембра 1950. | 2.198.096    |
| 1. септембра 1960. | 3.666.701    |
| 1. септембра 1970. | 5.924.615    |
| 1. септембра 1980. | 8.493.226    |
| 1. септембра 1991. | 9.646.185    |
| 1. августа 1996.   | 9.839.436    |
| 1. августа 2000.   | 10.434.252   |
| 1. јула 2006.      | 11.016.703   |

## Култура

### Позоришта
Једно од најпознатијих позоришта у Сао Паулу је Градско позориште. Ово позориште у близини Ањангабауа изграђено је почетком 20. века, и једно је од ретких остатака из тог времена. Градња у необарокном стилу је започела 1903. године инспирисана изгледом Париске опере. Отворено је 12. септембра 1911. године, опером „Хамлет“ Амброаза Томе.
У 20. веку овде су наступили многи светски уметници као Марија Калас, Енрико Карузо, Изадора Данкан, Бењамино Гигли, Вацлав Нижински, Ана Павлова, Артур Рубинштајн, Магдалена Таљаферо, Артуро Тосканини и многи други.
Од других позоришта познатија су: Позориште католичког универзитета, Позориште Сао Педро, Бразилско позориште комедије итд.

### Музеји
У Музеју уметности у Сао Паулу (порт. Museu de Arte de São Paulo) налази се најважнија збирка уметнина у Јужној Америци, а у музеју Ипиранга је стална поставка о историји Бразила.
У  налази се најбогатија збирка сакралних уметнина у Бразилу, са више од 4.000 изложбених примерака од којих су око хиљаду олтари, слике, крстови, скулптуре и друге уметнине направљене у раздобљу од 16. до 20. века. Ова грађевина је изграђена у колонијалном стилу, а датира из 1774. године.
У  налази се „Museu de Arte Contemporânea“ (Музеј савремене уметности), у којем се налази богата збирка од око 3000 дела западне и јужноамеричке уметности, међу којима и дела Пабла Пикаса и Амедеа Модиљанија. Ту је и зграда Бијенала, у којој се сваке две године одвија највећа светска изложба модерне уметности, „Museu de Arte Moderna“ (Музеј модерне уметности), „Museu de Aeronáutica“ (Музеј аеронаутике) и „Museu do Folklore“ (Музеј фолклора).

### Образовање
У граду се налази Универзитет у Сао Паулу (Universidade de São Paulo), једна од најпознатијих академских институција у Бразилу. Овај универзитет финансира држава Сао Пауло, па је школовање бесплатно за све студенте. Универзитет има бројне истраживачке програме, и један је од најпрестижнијих образовних центара у земљи. У граду се налази главни кампус, као и медицинска и правна школа. Широм државе налази се неколико мањих кампуса.
У граду се налази и Национални институт за нуклеарна истраживања IPEN (порт. Instituto Nacional de Pesquisas Nucleares), и највећа јавна болница у земљи Hospital das Clínicas da Faculdade de Medicina da USP.

### Спорт

#### Фудбал
Као и у остатку Бразила, и у Сао Паулу фудбал је најважнији и најпопуларнији спорт.
Највећи клубови у Сао Паулу су ФК Сао Пауло, ФК Палмеирас и ФК Коринтијанс Паулиста. Сва три играју у Серији А. У Серији Б тренутно се такмичи ФК Португеза. Још један важан клуб у Сао Паулу је ФК Сантос из оближњег истоименог обалног града Сантоса. У граду постоје и два мања клуба, то су ФК Јувентус и Насионал.
Фудбалски клубови
| Клуб           | Лига     | Стадион                  | Настанак |
| -------------- | -------- | ------------------------ | -------- |
| ФК Коринтијанс | Серија А | Стадион Парк Сао Жорж    | 1910.    |
| ФК Палмеирас   | Серија А | Стадион Парк Антарктика  | 1914.    |
| ФК Сао Пауло   | Серија А | Стадион Морумби          | 1930.    |
| ФК Португеза   | Серија Б | Стадион Канинде          | 1920.    |
| ФК Јувентус    | Серија Ц | Стадион Руа Жавари       | 1924.    |
| Насионал       | Серија Ц | Стадион Комендадор Соуза | 1919.    |

#### Новогодишњи маратон
Новогодишњи маратон се одржава сваке године на (31. децембра). Први пут је одржан 1925. године, када су учесници трчали око 8 km. Од тада се мењала дужина трке, а данас је одређена на 15 km.

#### Велика награда Бразила
Велика награда Бразила је трка Формуле 1 која се одвија на писти Жозе Карлос Пасе у Интерлагосу. Стаза је дугачка 4,31 km, а дужина трке је 305,91 km.

#### Други спортови
Одбојка, кошарка и тенис су такође популарни спортови. У граду постоји неколико клубова чије су екипе освојиле велики број трофеја. Најважнији су СД Пињеирос (одбојка, кошарка и рукомет), СД Паулистано (кошарка), СД Банеспа (одбојка), СД Ебраика (кошарка) и СД Сао Пауло (рагби).

## Познати људи из Сао Паула
- Боб Бернквист
- Алекс Атала
- Аиртон Сена
- Рубенс Барикело
- Леандро Барбоса
- Лучано Бурти
- Кафу
- Елио Кастроневес
- Плинио Кореа де Оливеира
- Марио де Андраде
- Освалд де Андраде
- Емерсон Фитипалди
- Фабио Скарела
- Едер Жофре
- Амур Клинк
- Оскар Лин
- Анита Малфати
- Фелипе Маса
- Фернандо Меирелес
- Жаир Оливеира
- Жозе Карлос Пасе
- Роберто Ривелино
- Роберт Шејт
- Рикардо Семлер
- Мигел Колман
- Алекс Барос
- Жулио де Мескита Фиљо
- Нејмар да Силва Сантос

## Партнерски градови
| - Абиџан, Обала Слоноваче (1981) - Алта Флореста, Бразил (1995) - Аман, Јордан (1997) - Асунсион, Парагвај (1998) - Бамако, Мали (2000) - Барселона, Шпанија (1985) - Будимпешта, Мађарска (2000) - Буенос Ајрес, Аргентина (1999) - Клуж, Румунија (2000) - Коимбра, Португал (1996) - Кордоба, Шпанија (2001) - Дамаск, Сирија (1999) - Јереван, Јерменија (1999) | - Хавана, Куба (1997) - Ла Паз, Боливија (1999) - Ла Плата, Аргентина (1988) - Лима, Перу (2002) - Леирија, Португал (1996) - Лисабон, Португал (1995) - Торонто, Канада (1999) - Макао, Кина (1999) - Милано, Италија (1962) - Мендоза, Аргентина (1998) - Фуншал, Португал (1998) - Мајами, САД (1988) - Гоис, Португал (2000) | - Монтевидео, Уругвај (2001) - Луанда, Ангола (1993) - Наха, Јапан (1998) - Осака, Јапан (1985) - Пекинг, Кина (1999) - Сијудад дел Есте, Парагвај (1994) - Сан Кристобал де Ла Лагуна, Шпанија (1990) - Сантијаго, Чиле (1998) - Сантијаго де Компостела, Шпанија (2000) - Сан Хосе, Костарика - Сеул, Јужна Кореја (1997) - Шангај, Кина (1988) - Тел Авив, Израел (2004) |